# Кимура, Масатоми
Масатоми Кимура (яп. 木村 昌福, 6 декабря 1891 — 14 февраля 1960) — вице-адмирал Императорского флота Японии.

## Биография

### Молодость
Масатоми Кимура родился в городе Сидзуока, в семье Кондо, но был усыновлён семьёй Кимура из города Тоттори. Закончил 41-й класс Военной академии Императорского флота Японии. В академии он показал себя посредственным студентом, оказавшись по успеваемости на 107 месте из 118.
Кимура проходил обучение на броненосном крейсере «Асама», совершив на нём поход в Гонолулу и к западному побережью США. После возвращения в 1914 году был переведён на крейсер «Якумо». 1 декабря 1914 года получил звание младшего лейтенанта, служил на броненосцах «Сагами» и «Суо». После окончания курсов по торпедному вооружению и артиллерии Кимура успел принять участие в заключительном этапе Первой мировой войны. После возвращения в Японию в 1918 году он был назначен на броненосец «Микаса».
С 1920 года Масатоми Кимура после повышения до капитан-лейтенанта командовал несколькими торпедными катерами и тральщиками. В 1926 повышен до капитана 3-го ранга, назначен командиром эсминца «Маки». В дальнейшем командовал эсминцами «Асанаги», «Ойте», «Хаги», «Хокадзэ», артиллерийскими катерами «Катата» и «Атами», затем эсминцем «Асагири»; 16-м, 21-м и 8-м дивизионами эсминцев; вспомогательным гидроавианосцем «Кагу-мару»; крейсерами «Дзинцу» и «Судзуя». В 1932 году получил звание капитана 2-го ранга, в 1937 — капитана 3-го ранга.

### Вторая мировая война
Во время атаки на Перл-Харбор Кимура командовал крейсером «Судзуя». Во время битвы за Мидуэей «Судзуя» принял участие в спасении экипажа потопленного американской авиацией крейсера «Микума». 1 ноября 1942 года Кимура был повышен до контр-адмирала. В дальнейшем занимал ряд штабных должностей, затем командовал 3-й эскадрой эсминцев. Получил задание сопровождать конвой из восьми транспортов, перевозивших 6000 солдат 51-й армейской дивизии и 400 морских пехотинцев из Рабаула в Лаэ. Во время битвы в море Бисмарка 3—4 марта 1943 года, американская и британская палубная авиация нанесла большой урон японскому конвою, потопив все транспорты и четыре эсминца. Кимура был ранен пулемётным огнём в живот и плечо, его флагманский корабль, «Сираюки» оказался в числе четырёх потопленных эсминцев. Вместе с большей частью команды контр-адмирал был спасён эсминцем «Сикинами».
После того, как Кимура оправился после ранений, его назначили командовать эвакуацией японских войск с Кыски, одного из островов Алеутской гряды. Когда эвакуация осложнилась из-за уxудшения погоды, Кимура в нарушение приказа оставался на острове и покинул его только вместе с последними солдатами. В 1944 году он обеспечивал охранение транспортов с подкреплением, направленным на филиппинские острова Лейте и Миндоро.
1 апреля 1945 года Кимура был назначен комендантом училища противолодочной обороны и училища морских коммуникаций в Хофу. 1 ноября 1945 года получил звание вице-адмирала, но 10 ноября ушёл в отставку.
После войны Кимура сделал карьеру в соледобывающей промышленности. 14 февраля 1960 года, в возрасте 68 лет, Масатоми Кимура скончался от рака желудка.